# Alexander Baring (4e baron Ashburton)
Pour les articles homonymes, voir Alexander Baring, Baring et Ashburton.
Alexander Hugh Baring, 4e baron Ashburton, né le 4 mai 1835 et mort à Londres le 18 juillet 1889, est un militaire, homme politique et aristocrate britannique.

## Biographie
Membre de la famille Baring, il est le deuxième des trois enfants, et l'aîné des deux fils, de Francis Baring, député whig puis conservateur à la Chambre des communes, puis 3e baron Ashburton, héritier d'un titre de la pairie du Royaume-Uni créé en 1835 pour son père Alexander Baring, ministre du Commerce extérieur dans le gouvernement de Robert Peel. Alexander Hugh Baring est éduqué à la célèbre école privée Harrow School. Il entre dans l'armée, intégrant le régiment d'infanterie des Coldstream Guards, et participe à la guerre de Crimée ; il y perd un bras. Il reprend ensuite ses études et obtient en 1857 un diplôme de licence au collège Christ Church de l'université d'Oxford,,.
Cette même année, son père démissionne de la Chambre des communes et le jeune homme se présente, sous l'étiquette du Parti conservateur, à l'élection partielle qui en résulte dans la circonscription de Thetford. Il est élu sans adversaire, et réélu de la même manière aux élections législatives de 1859. En 1864, ne participant pas activement à la banque d'affaires Baring Brothers fondée par son arrière-grand-père Sir Francis Baring, il en démissionne formellement. Cette même année, il épouse Leonora Digby, fille du 9e baron Digby, dont il a sept enfants. Il est réélu député de Thetford aux élections législatives de 1865, face à un candidat du Parti libéral. Il démissionne de la Chambre des communes en 1867. Son père, devenu le 3e baron Ashburton en 1858, meurt en septembre 1868, et Alexander Hugh Baring hérite du titre de 4e baron Ashburton ainsi que d'un siège à la Chambre des lords. Il meurt en 1889 à Bath House, la résidence familiale à Piccadilly. Son fils aîné Francis Baring (5e baron Ashburton) lui succède. Parmi ses autres enfants, deux, Guy et Caryl, ont comme lui une carrière militaire ; ils participent tous deux à la seconde guerre des Boers puis à la Premier Guerre mondiale, à laquelle Guy Baring -député conservateur- est tué en 1916,,.